# Parc national de Yangmingshan
Yangmingshan (chinois traditionnel : 陽明山國家公園 ; pinyin : yángmíngshān guójiā gōngyuán), un des 9 parcs nationaux de Taïwan est situé au nord de Taipei, Taïwan.
Anciennement appelé montagne Cao pour Caoshan en Chinois, Yangmingshan est entouré par la chaîne de volcan Datun et concentre la plus grande zone volcanique de Taïwan.
Pendant la  période d'occupation japonaise, il était ainsi appelé parc national de Datun (大屯国立公園).
Ce parc national est célèbre pour ses cerisiers, sources d'eaux chaudes, blocs de sulfure, fumerolles et ses randonnées, dont une au-dessus du volcan éteint du Mont Qixing (en) (1,120 m). Les monts en forme de cônes et de cloches, les cratères, fissures et lacs forment le paysage du parc national le plus au Nord de l’Île de Formose.

## Galerie

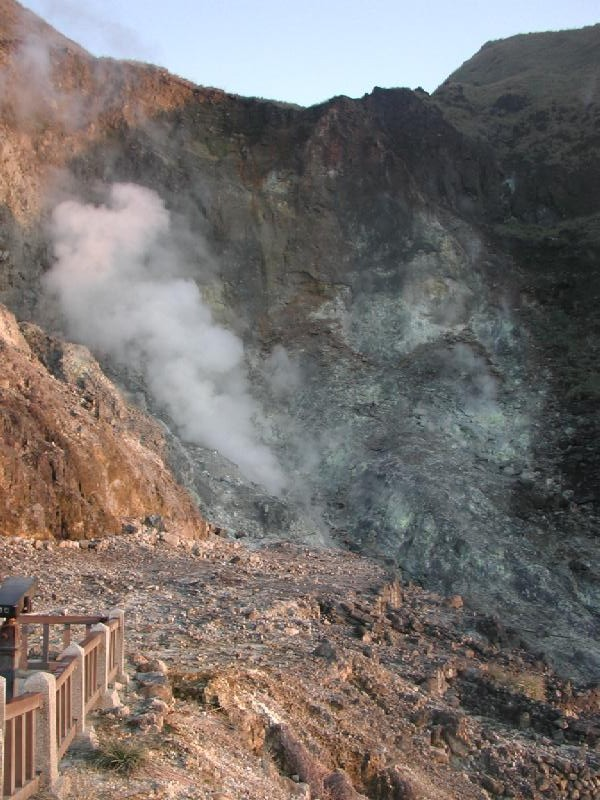
Fumerolle dans le parc national de Yangmingshan.